# عیسی‌کایوو
عیسی‌کایوو (انگلیسی: Isyakayevo) یک شهرک در شهرستان بیژبولیاکسکی باشقیرستان کشور روسیه است.